# The Bad Guy
The Bad Guy ist ein Dokumentarfilm der belgischen Regisseurin Louise van Assche und des belgischen Regisseurs Kwinten Gerney aus dem Jahr 2024. Er wurde 2024 in den Vereinigten Staaten ausgestrahlt und über Streaminganbieter angeboten. 2025 wurde der Film auf dem Internationalen Dokumentarfilmfestival München gezeigt.

## Handlung
Die Filmemacherin Louise van Assche lebte mit ihrem Mann und der zweimonatigen Tochter in Texas als im Mai 2022 unweit von ihrem Wohnort ein Schulmassaker für weltweite Aufregung sorgte. Diese Ereignisse veranlassten Van Assche, eine Reihe von Interviews mit Menschen aus unterschiedlichen Berufen durchzuführen und Schutzübungen in Schulen und Kindertagesstätten zu filmen. Sie sprach mit Kindern über ihre Reaktionen zu den Schutzübungen; mit Kindern, die unter Albträumen und Angstzuständen litten; mit Schulleitern, die Schutzkonzepten entwickelten; mit Firmen, die Lehrer an die Handhabung mit Waffen ausbilden; und mit Eltern und Familientherapeuten.
Der Titel des Films bezieht sich auf die Bezeichnung „Bad Guy“, die auf T-Shirts für eine Schutzübung in einer Schule gedruckt wird.

## Hintergrund
Die Filmemacher zeigen nicht nur wie die US-amerikanische Gesellschaft auf die potenzielle Gefahr von Amokläufern reagiert, sondern auch wie Angst zum täglichen Begleiter wird. Dazu sagte Van Assche später als Fazit in einem Interview, „when you introduce fear into society...it becomes really dangerous because then there is no more critical thinking about it. And then you can basically implement whatever you want to...“ (Deutsch: „Wenn man Angst in die Gesellschaft einführt... wird es wirklich gefährlich, weil es dann kein kritisches Denken mehr darüber gibt. Und dann kann man im Grunde umsetzen, was man will...“)
Der Filmrezent Rouven Linnarz bewertet der Film als „eine interessante und sehr aufschlussreiche Dokumentation über das Thema Sicherheit an Schulen.“